# Анізотропія
Анізотропі́я (від грец. άνισος — нерівний, неоднаковий та грец. τρόπος — напрям) — відмінність властивостей середовища у різних напрямках (на відміну від ізотропії).
Щодо одних властивостей середовище може бути ізотропним, щодо інших — анізотропним. Може різнитися також ступінь анізотропії.
Це явище характерне для показника заломлення світла, діелектричної сталої, теплопровідності, магнітних властивостей кристалів, проникності порід і т. і. Виявляється в кристалах низької симетрії та рідких кристалах.
Анізотропія механічних властивостей у монокристалі виявляється насамперед у тому, що їх міцність у різних напрямках різна. Монокристали легше руйнуються в одних напрямках, ніж в інших, і саме тому їх злами плоскі.
Наприклад, шматочок слюди, який є кристалом, легше розщепити на тоненькі пластинки, ніж розірвати ці пластинки на частини. Якщо, наприклад, виготовити з монокристала кулю, а потім ударити по ній молотком, то вона розколеться у певних напрямах на шматки, грані яких утворять кути, характерні для даної речовини. Це означає, що міцність монокристала у цих напрямах найменша.
В анізотропії теплових властивостей монокристалів можна переконатися на такому досліді. Покриємо слюдяну (кристалічне тіло) і скляну (аморфне тіло) пластинки тонким шаром парафіну і потім доторкнемося до них однаково нагрітими цвяхами. Побачимо, що поверхня розплавленого парафіну має на слюді форму еліпса, а на склі — кола. Це й свідчить про те, що на відміну від скла слюда має різну теплопровідність у різних напрямках

## Приклади
- Анізотропія гірських порід — залежність деяких властивостей гірських порід (деформаційних, електричних, теплових, магнітних, оптичних та ін.) від напряму їх вимірювання. Пов'язана з мікрошаруватістю, впорядкованим орієнтуванням зерен та кристалів, мікротріщинуватістю. Яскравим прикладом анізотропії механічного характеру є властивості осадових гірських порід (сланців, глин тощо) — їх міцність поперек нашарування в кілька разів вища, ніж вздовж нашарування.
- Анізотропія пласта — залежність фізичних властивостей (механічних, оптичних, електричних, фільтраційних тощо) порід пласта від напрямку, в якому вони вимірюються. Анізотропія пласта за проникністю — відмінність проникності (коефіцієнтів проникності) порід у напрямах, що паралельні нашаруванню (чи напряму розвитку тріщин) і перпендикулярні до нього (звичайно з перевищенням першого над другим). При шаровій будові пласта це зумовлено орієнтацією частинок породи при їх осіданні та різним ступенем цементації в цих напрямах. Стосовно до тріщинуватого пласта це пов'язано з переважним напрямом орієнтації тріщин. Анізотропія за проникністю властива пластам-колекторам, впливає на приплив флюїдів до свердловини, вибір інтервалів перфорації, встановлення гранично допустимих дебітів, швидкість переміщення ГНК і ВНК при розробці покладів та інших значеннях.
- Анізотропія Всесвіту — відмінність властивостей Всесвіту у різних напрямках. Дивіться — «вісь зла» в астрономічних спостереженнях реліктового випромінювання.
- Анізотропія часу — існування необоротних (у часі) явищ, процесів. Являє собою наслідок термодинамічної ентропії.
- Анізотропія феромагнетиків — магнітна кристалографічна анізотропія. Причиною даного виду анізотропії в мангітовпорядкованих кристалах  є магнітна (диполь-дипольна) взаємодія елементарних магнітних моментів, та/або анізотропія обмінної взаємодії, яка виникає при наявності орбітальних моментів що є наслідком спін-орбітальної взаємодії.[1]